# Gwen Torrence
Gwendolyn Lenna "Gwen" Torrence - (12 de junio de 1965 en Decatur, Georgia) Atleta estadounidense especialista en pruebas de velocidad y ganadora de cinco medallas olímpicas, tres de ellas de oro.
Comenzó a destacar ya en su época de instituto, en la Columbia High School. En 1983 se matriculó en la Universidad de Georgia, y en esta etapa ganó cuatro títulos de campeona nacional universitaria.
A nivel internacional sus primeros éxitos llegaron en 1987, cuando ganó dos medallas de oro en los Juegos Panamericanos de Indianápolis y fue finalista en los 200 m de los Campeonatos del Mundo al aire libre de Roma.
Al año siguiente participó en sus primeros Juegos Olímpicos, los de Seúl 1988, donde fue finalista tanto en 100 como en 200 m. Podría haber ganado una medalla de oro en los relevos 4 × 100 m, pero el entrenador del equipo Fred Thompson decidió sustituirla poco antes de la prueba.
En los Campeonatos del Mundo de Tokio 1991 logró la medalla de plata tanto en 100 como en 200 m, en ambas pruebas por detrás de la sorprendente alemana Katrin Krabbe, que meses después se vería envuelta en un escándalo por dopaje.
Su consagración definitiva llegó en los Juegos Olímpicos de Barcelona 1992, donde se proclamó campeona olímpica de los 200 m por delante de las jamaicanas Juliet Cuthbert y Merlene Ottey. Además ganó el oro con el equipo estadounidense de 4 × 100 m, en un cuarteto que formaban por este orden Evelyn Ashford, Esther Jones, Carlette Guidry y la propia Torrence. Por último sumó una tercera medalla al ser plata en los relevos 4 × 400 m, donde las americanas solo fueron batidas por el Equipo Unificado.
En los siguientes años fue una de las mejores velocistas del mundo. Ganó cuatro medallas en los Campeonatos del Mundo de Stuttgart 1993 (oro en relevos 4 × 400 m, plata en 200 y relevos 4 × 100 m, y bronce en 100 m). 
Dos años más tarde en los Campeonatos del Mundo de Gotemburgo 1995 logró la medalla de oro en los 100 m, donde derrotó a la gran favorita Merlene Ottey. En la prueba de 200 m cruzó la meta en primer lugar, aunque posteriormente fue descalificada por haber pisado la línea de la calle interior, con lo que la medalla de oro pasó a manos de Ottey.
Su última gran competición fueron los Juegos Olímpicos de Atlanta 1996, celebrados en su ciudad. Allí consiguió el bronce en los 100 m, tras su compatriota Gail Devers y la jamaicana Ottey, y el oro en los relevos 4 × 100 m, junto a Chryste Gaines, Gail Devers e Inger Miller.
Gwen Torrence fue una de las mejores velocistas del mundo en la década de los 90, junto a Gail Devers y Merlene Ottey. A lo largo de su carrera deportiva ganó cinco medallas olímpicas (tres de ellas de oro) y ocho en campeonatos mundiales al aire libre (tres de ellas de oro). También obtuvo catorce títulos de campeona de Estados Unidos, ocho de ellos al aire libre.
Tras retirarse del atletismo en 1997, se dedicó a la peluquería y el estilismo, y vive con sus dos hijos Manley y E'mon.

## Resultados
| Año  | Competición          | Lugar           | Puesto                                                      | Marca                     |
| ---- | -------------------- | --------------- | ----------------------------------------------------------- | ------------------------- |
| 1985 | Universiada          | Kōbe            | 1.ª en 4 × 100 m                                            | 43,28                     |
| 1986 | Goodwill Games       | Moscú           | 4.ª en 200 m                                                | 22,53                     |
| 1987 | Universiada          | Zagreb          | 1.ª en 100 m 1.ª en 200 m 1.ª en 4 × 100 m                  | 11,09 22,44 42,90         |
| 1987 | Juegos Panamericanos | Indianápolis    | 1.ª en 200 m 1.ª en 4 × 100 m                               | 22,52w 42,91              |
| 1987 | Campeonato del Mundo | Roma            | 5.ª en 200 m                                                | 22,40                     |
| 1988 | Juegos Olímpicos     | Seúl            | 5ª en 100 m 6ª en 200 m                                     | 10,97w 22,17              |
| 1991 | Campeonato del Mundo | Tokio           | 2.ª en 100 m 2.ª en 200 m                                   | 11,03 22,16               |
| 1992 | Juegos Olímpicos     | Barcelona       | 4.ª en 100 m 1.ª en 200 m 1.ª en 4 × 100 m 2.ª en 4 × 400 m | 10,86 21,81 42,11 3:20,92 |
| 1993 | Campeonato del Mundo | Stuttgart       | 3.ª en 100 m 2.ª en 200 m 2.ª en 4 × 100 m 1.ª en 4 × 400 m | 10,89 22,00 41,49 3:16,71 |
| 1994 | Goodwill Games       | San Petersburgo | 1.ª en 100 m 1.ª en 200 m 1.ª en 4 × 100 m                  | 10,95 22,09 42,98         |
| 1995 | Campeonato del Mundo | Gotemburgo      | 1.ª en 100 m 1.ª en 4 × 100 m                               | 10,85 42,11               |
| 1996 | Juegos Olímpicos     | Atlanta         | 3.ª en 100 m 1.ª en 4 × 100 m                               | 10,96 41,95               |

## Marcas personales
- 100 metros - 10,82 s (París, 1994)
- 200 metros - 21,72 s (Barcelona, 1992)
- 400 metros - 49,64 s (Barcelona, 1992)